# 도루묵도마뱀속
도루묵도마뱀속(Scincus 스킨쿠스[*])은 도마뱀과에 딸린 한 속이다. 모식종은 도루묵도마뱀(Scincus scincus)이며, 도마뱀아과의 모식속이다. 이 속에 딸린 종들은 모두 뜨겁고 건조한 기후의 모래지대에 서식한다. 아라비아 반도에서 사하라 사막에 걸쳐 발견된다.